# Smidtia antennalis
Smidtia antennalis är en tvåvingeart som beskrevs av Hiroshi Shima 1996. Smidtia antennalis ingår i släktet Smidtia och familjen parasitflugor. Inga underarter finns listade i Catalogue of Life.